# 小沙伊代格山口
小沙伊代格山口（德語：Kleine Scheidegg，瑞士標準德語發音：[ˈklaɪnə ˈʃaɪdɛg]）是一个海拔2,061公尺的山口，位于瑞士伯恩高地的艾格峰和勞伯峰之間，这个名字的意思是「小分水嶺」。小沙伊代格山口比附近的大沙伊代格山口還來的高。
在冬季，小沙伊代格山口作為格林德尔瓦尔德與文根周圍滑雪區域的中心。在夏季，小沙伊代格山口是阿爾卑斯山脈路線的目的地，這是一個相當受到歡迎的徒步旅行路線，位於萨甘斯與蒙特勒之間。少女峰山地馬拉松賽在每年九月初舉行，終點也設於小沙伊代格。小沙伊代格山口有一些餐廳與飯店，他們历史悠久並可追溯到1840年。

## 小沙伊代格車站

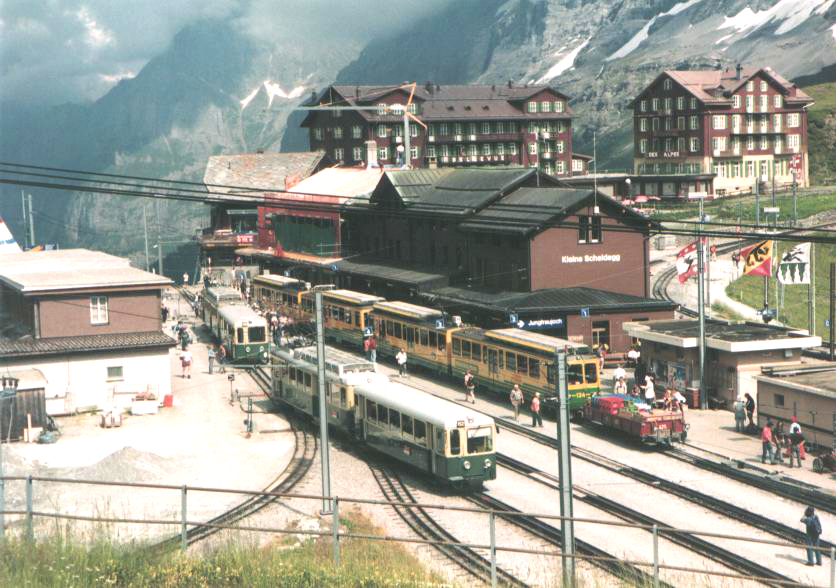
小沙伊代格站的舊照片，左側軌道上為少女峰鐵路列車，右側軌道上為文根阿爾卑斯鐵路列車。

小沙伊代格透過文根阿爾卑斯鐵路连接格林德尔瓦尔德与劳特布伦嫩兩個村莊，其中通過勞特布魯嫩的鐵道會經過文根。車站除了是文根阿爾卑斯鐵路的兩端列車的終點站，同時也是少女峰鐵路的起站，少女峰鐵路在此出發，通过艾格峰和僧侣峰內的隧道抵達少女峰山坳，少女峰山坳站是目前欧洲鐵路最高的車站。文根阿爾卑斯鐵路與少女峰鐵路均為全年營運，往返少女峰山坳的旅客必须在小沙伊代格換乘列車。
文根阿爾卑斯鐵道由劳特布伦嫩方向來的列車會從西側進入小沙伊代格車站，從格林德尔瓦尔德方向的列車則從東側進入。兩端並沒有直通的列車運行，因為登山齒軌鐵路出於安全考量，需要在運行時將列車的動力車組放在下坡端，若要從劳特布伦嫩經由小沙伊代格直達格林德尔瓦尔德，則必須要將車組的運行方向反轉。文根阿爾卑斯鐵路在小沙伊代格站雖然有一個地下的Y形軌道可以使列車反轉，但不適用於客運列車，因此旅客若要從劳特布伦嫩到達格林德尔瓦尔德，還是必須在小沙伊代格站換車。
文根阿爾卑斯鐵路與少女峰鐵路使用不同的軌距、電氣化系統和機架鐵路技術，兩者的鐵軌實際上並沒有連接點。 少女峰鐵路的車庫位於小沙伊代格車站，但主要的工作站則位於艾格冰河站，列車並在這裡準備與上線服務。
小沙伊代格車站的營運路線一覽如下：
| 路線             | 鐵路類型     | 路線                                                                   | 發車頻率   | 備註 |
| ---------------- | ------------ | ---------------------------------------------------------------------- | ---------- | ---- |
| 文根阿爾卑斯鐵路 | 登山齒軌鐵路 | 劳特布伦嫩－文瓦尔德－文根－阿尔门德－文根阿爾卑斯－小沙伊代格         | 半小時一班 |      |
| 文根阿爾卑斯鐵路 | 登山齒軌鐵路 | 格林德尔瓦尔德－格林德尔瓦尔德格伦德－布蘭代格－阿爾卑斯谷－小沙伊代格 | 半小時一班 |      |
| 少女峰鐵路       | 旅遊齒軌鐵路 | 小沙伊代格－艾格冰河－艾格石壁－冰海－少女峰山坳                       | 半小時一班 |      |